# Radio (sång)
Radio är den första singeln släppt från Danny Saucedo's album Set Your Body Free. Singeln släpptes 3 november 2008. 

## Listplaceringar
| Lista             | List-position |
| ----------------- | ------------- |
| Sverigetopplistan | 1             |